# FTE
Un FTE és l'acrònim anglès per Full-Time Equivalent emprat sovint en àmbits empresarials i educatius fonamentalment als Estats Units i països anglosaxons, per permetre comparar la càrrega de feina en diferents contextos. És una unitat de mesura que indica la càrrega de feina d'una persona (o estudiant) ocupat de manera que les càrregues de treball o de classe siguin comparables en diversos contextos. Sovint s'utilitza FTE per mesurar la implicació d'un treballador o estudiant en un projecte o per fer un seguiment de la reducció de costos en una organització. Un FTE d'1,0 equival a un treballador o estudiant a temps complet, mentre que un FTE de 0,5 indica la meitat d'una càrrega laboral o escolar completa.
El terme "equivalent a temps complet" en anglès (FTE) s'està actualment estenent globalment al sector privat, no només en empreses que contracten treballadors durant períodes curts sinó de manera general, com a unitat de càlcul per a estimar o pressupostar el cost de dedicació. Una organització necessita sovint poder cobrir-se amb diferents equips de treballadors amb diferents nivells d'ocupació. Per expressar el rendiment temporal de cada equip, i poder establir comparacions entre ells, es fa necessari aplicar un indicador de referència establert i estandarditzat com el nombre de treballadors equivalents a temps parcial de cada grup.
Un treballador amb una jornada de vuit hores diàries, treballant cinc dies a la setmana, fa 40 hores de setmanals. A partir d'aquí, si una empresa contracta 12 persones a temps parcial que facin 10 hores setmanals cadascuna, tenim que en conjunt sumen 120 hores de feina. Aquestes 120 hores equivalen a 3 treballadors a temps complet, és a dir a 3 FTE.
Exemple en educació
Un professor imparteix dos cursos universitaris, supervisa dos projectes de final de carrera i supervisa quatre investigadors de doctorat. Cada curs de grau suposa 1/10 dels crèdits del programa universitari (és a dir, 0.1 FTE). Un projecte de grau té un valor de 2/10 de tots els crèdits del programa universitari (és a dir, 0.2 FTE). Una tesi de recerca costa tots els crèdits del programa de postgrau (és a dir, 1 FTE). La contribució del professor és de 29,4 FTE (vegeu la taula):
| Contribució      | FTEs assignats | Alumnes | FTEs totals |
| ---------------- | -------------- | ------- | ----------- |
| Curs 1           | 0.1            | 100     | 10          |
| Curs 2           | 0.1            | 150     | 15          |
| Projecte carrera | 0.2            | 2       | 0.4         |
| Tesi/doctorat    | 1              | 4       | 4           |
| Totals           | –              | 256     | 29.4        |